# Fliegerstaffel 18
Die Fliegerstaffel 18 «Panthers» ist eine mit F/A-18 Kampfflugzeugen ausgerüstete Fliegerstaffel der Schweizer Luftwaffe die zum Berufsfliegerkorps gehört und dem Fliegergeschwader 14 untersteht. Ihre Heimatbasis ist der Militärflugplatz Payerne. Die Fliegerstaffel 18 trägt als Wappen einen Schwarzen Panther auf grünem Grund.

## Geschichte

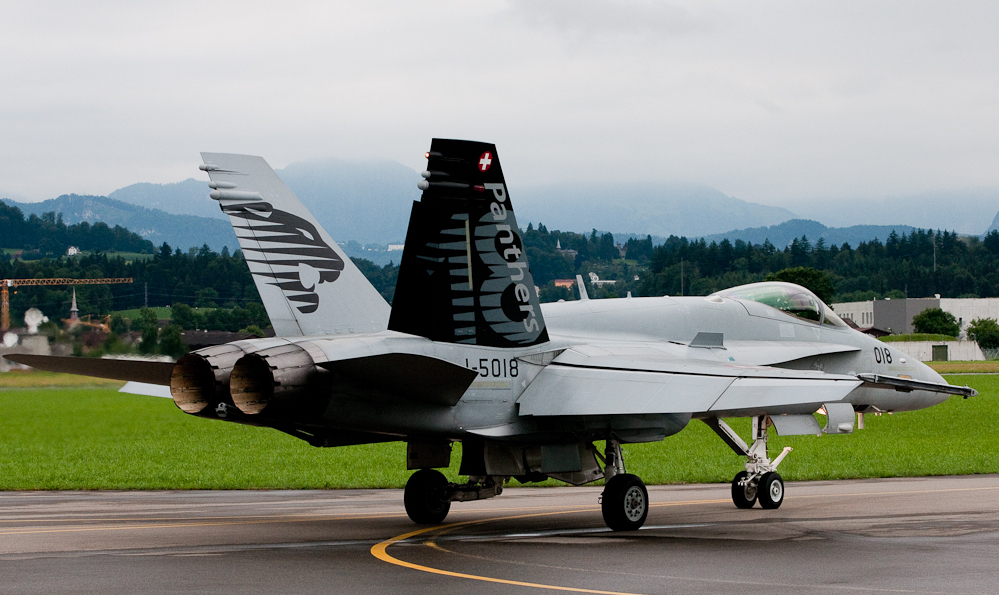
Fliegerstaffel 18 F/A-18C J-5018 Panthers

Im Jahr 1925 erfolgte die Gründung der Fliegerkompanie 18. Der Flugbetrieb wurde von 1928 bis 1941 mit der Dewoitine D.27 durchgeführt. Ab 1941 bis 1949 wurde mit der Morane D-3800 geflogen. Im Jahr 1945 folgte die Umbenennung in Fliegerstaffel 18. Von 1949 bis 1956 war die Staffel mit der P-51 Mustang ausgerüstet. Ersten Betrieb mit Düsenjets vom Typ De Havilland DH.112 Venom gab es von  1957 bis 1973. 1973 wurde die Milizstaffel 18 aufgelöst und eine 5. Berufspilotenstaffel auf Hawker Hunter im UeG mit Standort Payerne gegründet. Von 1973 bis 1975 wurde der Flugbetrieb mit dem Hawker Hunter in der EK-Rolle durchgeführt. Kriegsstandort war bis 1974 Alpnach, dann ab 1975 der Militärflugplatz Payerne. Gleichzeitig erfolgte der Wechsel in die LUV-Rolle. Als Hunter-Raumschutzstaffel war sie auch zuständig für die Vorbereitungen der RAS-Verfahren mit TIGER. 1979 wurde die Fl St 18 als erste UeG-Staffel auf den TIGER umgeschult. Von 1979 bis 1997 erfolgte der Einsatz der F-5 Tiger ab Payerne. Im Jahr 1998 erhielt die Fliegerstaffel 18 als zweite Staffel (nach der Fliegerstaffel 17) die F/A-18 Hornet. Per Ende 2005 wurde das Überwachungsgeschwader aufgelöst und das Personal, und somit auch die Fliegerstaffel 18, in das Berufsfliegerkorps überführt. Im Jahr 2010 erhielt die Fliegerstaffel 18 mit der J-5018 ihre Staffelmaschine mit Staffelbemalung an den Seitenleitwerken.
Im ordentlichen Flugbetrieb wurde die J-5018 mit Vorrang dem Staffelkommandanten zugeteilt, wurde aber auch von anderen Piloten geflogen. Falls der aktuelle F/A-18 Hornet Solo Display Pilot aus der Staffel 18 stammt, fliegt er nach Möglichkeit die Vorführung mit der J-5018. Die Fliegerstaffel 18 führt ihre Aufträge in Friedenszeiten beim Fliegergeschwader 11 (Fl Geschw 11) ab dem Militärflugplatz Payerne durch. Taktisch gehört die Fl St 18 aber zusammen mit der Fliegerstaffel 19 zum Fliegergeschwader 14 (Fl Geschw 14), das zum Flugplatz Kommando 14 (Flpl Kdo 14) gehört und auf dem Flughafen Sion stationiert ist.
Obwohl die NATO Tigermeet den Staffeln mit einem Tigeremblem vorbehalten ist, wurde die Fliegerstaffel 18 aufgrund dessen, dass sie eine Raubkatze als Staffelabzeichen haben, als Gaststaffel eingeladen und konnte mit der Fliegerstaffel 11 zusammen am Tigermeet teilnehmen.
Der Cheftestpilot der Armasuisse, Oberstleutnant Bernhard Berset ist im Militärdienst F/A-18 Pilot bei der Fliegerstaffel 18. Die erste Kampfjetpilotion der Schweizer Luftwaffe und die weltweit erste weibliche Pilatus PC-21 Pilotin, Fanny Chollet ist ebenfalls bei der Fliegerstaffel 18 eingeteilt.

## Flugzeuge
- Dewoitine D-27
- Morane D-3800
- P-51 Mustang
- de Havilland DH.112 Venom
- Hawker Hunter
- Northrop F-5
- F/A-18